# 拉科特达尔布罗
拉科特达尔布罗（法語：La Côte-d'Arbroz，法語發音：[la kot daʁbʁo]）是法国上萨瓦省的一个市镇，属于博讷维尔区。

## 地理
拉科特达尔布罗（46°11'16"N, 6°40'5"E）面积12.24 平方千米，位于法国奥弗涅-罗讷-阿尔卑斯大区上萨瓦省，该省份为法国东部省份，历史上为薩伏依的一部分，北与瑞士接壤，西接安省，南至萨瓦省，东与瑞士和意大利接壤。
与拉科特达尔布罗接壤的市镇（或旧市镇、城区）包括：贝勒沃、埃塞尔罗芒、莱热、米约西、莫尔济讷、圣让多、塔南日。
拉科特达尔布罗的时区为UTC+01:00、UTC+02:00（夏令时）。

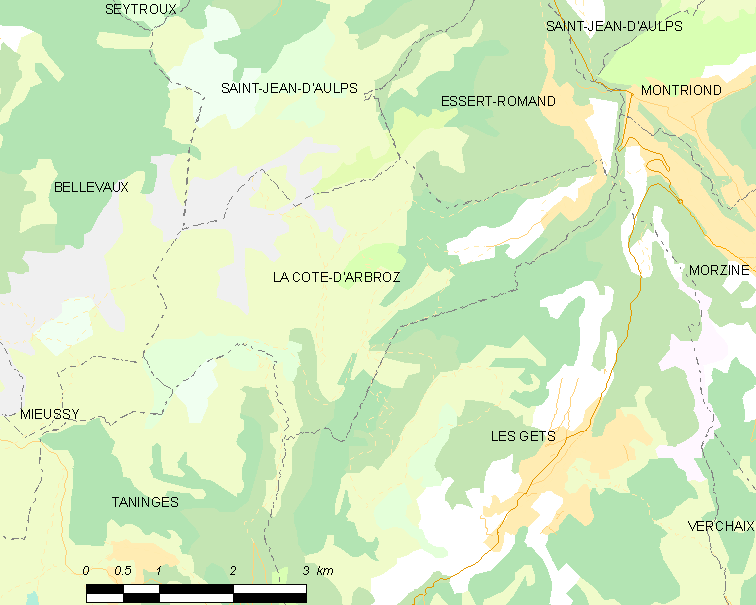
拉科特达尔布罗的OSM定位图

## 行政
拉科特达尔布罗的邮政编码为74110，INSEE市镇编码为74091。

## 政治
拉科特达尔布罗所属的省级选区为埃维昂莱班县。

## 人口

1962-2008年间拉科特达尔布罗人口变化图示

拉科特达尔布罗于2022年1月1日时的人口数量为355人。